# Vilamarí
Vilamarí es una entidad de población española del municipio de Vilademúls, perteneciente a la provincia de Gerona, en la comunidad autónoma de Cataluña.

## Historia
Hacia mediados del siglo XIX, el lugar, ya por entonces perteneciente a Vilademúls, tenía contabilizada una población de 65 habitantes. Aparece descrito en el decimosexto y último volumen del Diccionario geográfico-estadístico-histórico de España y sus posesiones de Ultramar de Pascual Madoz con las siguientes palabras:

VILAMARÍ: l. en la prov., part. jud. y dióc. de Gerona, aud. terr., c. g. de Barcelona, ayunt. de Vilademuls: sit. en llano, con buena ventilacion y clima templado, aunque propenso á fiebres intermitentes, por su proximidad al lago de Bañolas. Tiene 30 casas y una igl. parr. (Sta. Eugenia), de la que es aneja una capilla dedicada á San Pedro; se halla servida por un cura de ingreso, de provision real y ordinaria. El térm. confina N. San Marcial de Vilademuls y Espasens; E. San Estéban de Guialves; S. Pujals dels Pagesos y Burgoñá, y O. Bañolas y Pujals dels Caballers. El terreno es de buena calidad, le cruzan varios caminos locales. prod.: trigo y legumbres; cria ganado lanar y caza. pobl.: 14 vec., 65 almas. cap. prod.: 1.521,200 rs. imp.: 38,030.
(Madoz, 1850, p. 69)

En 2022, tenía empadronados 107 habitantes.